# Walther Fischer von Weikerstahl
Walther Fischer von Weikerstahl, nemški general, * 15. september 1890, † 11. februar 1953.